# دلالان شرط‌بندی (فیلم ۲۰۰۳)
دلالان شرط‌بندی یا قماربازان (به انگلیسی: Bookies) فیلمی محصول سال ۲۰۰۴ و به کارگردانی مارک ایلسلی است. در این فیلم بازیگرانی همچون نیک استال، لوکاس هاس، جانی گالکی، ریچل لی کوک، دیوید پرووال، جان دیهل و ژولیو اسکار مچوسو ایفای نقش کرده‌اند.